# 比翼的翅膀
比翼的翅膀是日本音乐团体eufonius的第13张单曲。它由Star Child于2010年10月27日发行。是日本电视动画《缘之空》的主题曲。

## 概述
- 比翼的翅膀是电视动画《缘之空》的片头曲。
- 包含于同一歌曲专辑中的是一首让你怀念家乡的歌曲[1]。
- 作为eufonius的单曲，这是Star Child自2007年2月发行《Sorairo no Tsubasa/Kira Kira》以来发行的第一首歌曲（首次在Star Child上发行）。
- 该歌曲的专辑插图由桥本隆绘制。

## 收录曲
1. 比翼的翅膀[4:42]
作词：riya 、作曲、编曲：菊地肇
2. [4:33]
作词：riya、作曲、编曲：菊池一
3. 比翼的翅膀（伴奏）
4. （伴奏）

## 参与此音乐制作的音乐家
- 吉他- 高山一也 (#1), 朝井泰生 (#2)
- 贝司- 渡边等 (#1)、小野一 (#2)
- 钢琴/E。钢琴-田助(#1, #2)
- 第一小提琴- 西川八重 (#1)
- 第二小提琴 - 河村舞子 (#1)
- 中提琴- 友田俊 (#1)
- 大提琴- 奥田日和 (#1)
- 合唱团-riya
- 铃鼓和所有其他乐器 -菊地創